# The Slackers
The Slackers — американская музыкальная ска группа из Нью-Йорка, сформированная в 1991 году на Манхэттене. За это время было выпущено пятнадцать студийных альбомов, сыграно более двух тысяч концертов в тридцати двух странах.
У The Slackers есть несколько сайд-проектов: David Hillyard & The Rocksteady Seven, Crazy Baldhead Sound System, Da Whole Thing, the SKAndalous All Stars и акустический соло-проект Vic Ruggiero.

## Текущий состав
- Vic Ruggiero — вокал, орган
- Jay «Agent Jay» Nugent — гитара
- Dave Hillyard — саксофон
- Glen Pine — тромбон, вокал
- Marcus Geard — бас-гитара
- Ara Babajian — ударные

## Дискография

### Студийные альбомы
- Better Late Than Never (1996)
- Redlight (1997)
- The Question (1998)
- Wasted Days (2001)
- The Slackers and Friends (2002)
- Close My Eyes (2003)
- An Afternoon in Dub (2005)
- Slackness (при участии Chris Murray) (2005)
- Peculiar (2006)
- The Boss Harmony Sessions (2007)
- Self Medication (2008)
- The Great Rocksteady Swindle (2010)
- The Radio (2011)
- The Slackers (2016)
- Don’t Let The Sunlight Fool Ya (2022)

### EP
- International War Criminal (2004)
- The Slackers/Pulley Split (2004)
- My Bed Is A Boat (2013)

### Синглы
- 2-Face (1996)
- Minha Menina (2007)
- Dreidel (2009)
- New Years Day (2010)

### Демо-записи
- Do the Ska with The Slackers (1992)
- The Slackers (1993)

### Концертные альбомы
- Live at Ernesto’s (2000)
- Upsettin' Ernesto’s (2004)
- Slack in Japan (2005)
- NYC Boat Cruise 2009 (2009)
- Slackfest NYC 2009 (2009)
- Holiday Party With… (2009)
- Live On the West Side 4/6/10 (2010)
- Live In San Francisco 12/31/10 (2011)

### Принимали участие в сборниках
- Give 'Em the Boot
- Give 'Em the Boot II
- Give 'Em the Boot III
- Give 'Em the Boot IV
- Give 'Em the Boot V
- Give 'Em the Boot VI
- This Is Special Potatoe Vol. 1
- From New York to Luxembourg (Live @ the Kufa) (with P.O. Box, Kunn & the Magic Muffins and Toxkäpp)
- New York Beat: Breaking and Entering Volume 2

### Видеоальбомы
- Give 'Em the Boot DVD (2005): «And I Wonder»
- The Slackers: A Documentary (2007)
- The Flamingo Cantina Series with The Slackers (2009)